# Калеб Пейн
Калеб Пейн (англ. Caleb Paine, нар. 15 листопада 1990, Сан-Дієго, Каліфорнія, США) — американський яхтсмен, бронзовий призер Олімпійських ігор 2016 року.

## Виступи на Олімпіадах
| Олімпіада           | Дисципліна | Місце |
| ------------------- | ---------- | ----- |
| Ріо-де-Жанейро 2016 | Фінн       | 3     |

## Зовнішні посилання
- Калеб Пейн — олімпійська статистика на сайті Sports-Reference.com (англ.) (архівна версія)

1. ↑  Olympedia — 2006.